# Bundesstraße 95
De Bundesstraße 95 (ook wel B95) is een weg in de Duitse deelstaten Saksen en Thüringen.
Ze begint bij Böhlen en loopt langs de steden Borna, Frohburg, Chemnitz en Annaberg-Buchholz naar Oberwiesenthal bij de Tsjechische grens. De B95 is ongeveer 74 kilometer lang.

## Routebeschrijving
De B95 begint bij de afrit Böhlen aan de B2 en loopt naar het zuiden.
De weg is vierbaans en komt langs Böhlen en eindigt bij afrit Rötha  op de A72. 
Vervanging
Vanaf hier is de B95 tot aan de afrit Chemnitz-Mitte vervangen door de A72 en de A4.
Verder verloop
Ze begint weer bij de afrit Chemnitz-Mitte aan de A4, loopt de stad in en passeert het centrum van Chemnitz aan de westkant.
De B95 loopt samen met de B169/B173en in het zuiden van de stad buigt ze weer af. De B95 loopt verder door Burghardtsdorf, Thum, Ehrenfriedersfeld, Schönfeld en Annaberg-Buchholz. Vanaf Annaberg-Bucholz loopt de weg door het Erzgebirge. Ze eindigt in Oberwiesenthal op de Tsjechische grens, waar ze aansluit op de I/25 naar Karlsbad.
B1 · B2 · B4 · B6 · B6n · B7 · B19 · B27 · B62 · B71 · B71n · B79 · B80 · B81 · B84 · B85 · B86 · B87 · B88 · B89 · B90 · B91 · B92 · B93 · B94 · B95 · B96 · B97 · B98 · B99 · B100 · B101 · B107 · B115 · B156 · B169 · B170 · B171 · B172 · B172a · B172b · B173 · B174 · B175 · B176 · B178 · B180 · B181 · B182 · B183 · B183a · B184 · B185 · B186 · B187 · B187a · B188 · B189 · B190 · B190n · B242 · B243 · B244 · B245 · B245a · B246 · B246a · B247 · B248 · B248a · B249 · B250 · B278 · B280 · B281 · B282 · B283 · B285